# 喬克拉克河 (尤尚利河支流)
喬克拉克河（烏克蘭語：Чокрак）是烏克蘭的河流，位於該國東南部，屬於尤尚利河的左支流，發源自克拉斯内附近，流經扎波羅熱州，河道全長10公里，流域面積46平方公里。